# فلاورز فودز
فلاورز فودز (انگلیسی: Flowers Foods) شرکت صنایع غذایی آمریکایی است، که در سال ۱۹۱۹ تأسیس شد.